# Friedrich August Schmidt (Kupferstecher)
Friedrich August Schmidt (* Dezember 1787; † 19. September 1855 in Berlin) war ein deutscher Kupferstecher, Lithograf und Maler. 
Friedrich August Schmidt studierte von 1814 bis 1816 in Dresden. Ab 1824 lebte er in Berlin, nur 1830/31 durch einen Aufenthalt in Italien unterbrochen. Er war als Architektur- und Landschaftsmaler, Kolorist, Kupferstecher und Lithograf tätig. Von 1814 bis 1848 beschickte er die Ausstellungen der Akademie der Künste in Berlin. Er kolorierte und stach die Serie von Kupferstichen, die vor allem auf Zeichnungen von Friedrich August Calau und Johann Hubert Anton Forst beruhen und um 1825 im Verlag von Baptist Weiss in Berlin erschienen. Die Serie umfasst mindestens 68 Blätter zu Berlin und 7 zu Potsdam. Zwei der Blätter wurden von Schmidt selbst gezeichnet. Er schuf auch Ölgemälde. 